# أذينة كردية
الأذينة الكردية أو العيزارة الكردية (باللاتينية: Phlomis kurdica) نوع نباتي يتبع جنس الأذينة من الفصيلة الشفوية.

## الموئل والانتشار
موطن هذا النوع بلاد الشام وتركيا.